# Colletes microdontoides
Colletes microdontoides är en biart som beskrevs av Kuhlmann 2003. Colletes microdontoides ingår i släktet sidenbin, och familjen korttungebin. Inga underarter finns listade i Catalogue of Life.